# Berthold Heymann
Berthold Heymann, född den 28 februari 1870 i Posen, död den 6 september 1939 i Zürich, var en tysk politiker. Heymann, som tillhörde SPD, var i Fria Folkstaten Württemberg kultusminister 1918–1919 och inrikesminister 1919–1920. Han innehade båda posterna under ministerpresident Wilhelm Blos.